# Uplift-Universum
Das Uplift-Universum ist der Handlungsort diverser Romane und Kurzgeschichten von David Brin aus dem Uplift-Zyklus. Es erhielt seinen Namen durch die in den Fünf Galaxien gängige Praxis des Liftens.

## Werke
- 1. Uplift-Trilogie
  - Sonnentaucher (Sundiver), Heyne 1995
  - Sternenflut (Startide Rising), Heyne 1993
  - Entwicklungskrieg (The Uplift War), Heyne 1992
- 2. Uplift-Trilogie (Die amerikanischen Ausgaben wurden für den deutschen Markt in jeweils zwei Bände gespalten)
  - Brightness Reef
    - Sternenriff, Goldmann 1997
    - Fremder der fünf Galaxien, Goldmann 1997

  - Infinity's Shore
    - Das Ufer der Unendlichkeit, Goldmann 1998
    - Die Botschaft der Delphine, Goldmann 1998

  - Heaven's Reach
    - Ring der Sonnen, Goldmann 1999
    - Am Grenzpunkt der Ewigkeit, Goldmann 1999
- Anderes
  - Contacting Aliens: An Illustrated Guide To David Brin's Uplift Universe, Bantam 2002
  - Aficionado, Bestandteil der Kurzgeschichtensammlung Tomorrow Happens, Nesfa Pr 2003
  - Temptations, Bestandteil der Anthologie Far Horizons: All New Tales from the Greatest Worlds of Science Fiction, Harper-Voyager 2005

Aficionado handelt von den Anfängen des Liftens auf der Erde, Temptations spielt nach den Ereignissen von Ring der Sonnen und Am Grenzpunkt der Ewigkeit und greift einige der offen gelassenen Handlungsstränge auf. Beide Geschichten kann man kostenlos auf der offiziellen Seite von David Brin lesen.

## Hintergrund

### Geschichte
Die Menschheit ist im Kontakt und regen Austausch mit der Zivilisation der Fünf Galaxien, einem losen Verbund aus sauerstoffatmenden Spezies, die einander alle in den Status der Intelligenz und Empfindungsfähigkeit erhoben haben. Die Menschen selbst haben diesen Prozess bereits bei zwei eigenen Spezies, den Delfinen und Schimpansen begonnen. Nur steht die Erde mit ihrem Standpunkt alleine, denn seit vielen Jahren bereits ist keine Wölflingsrasse mehr in den Blickpunkt der vielen Völker gerückt. Meistens hat man nach einigen hundert Jahren bei diesen einen früheren Patron ausfindig machen können, aber das ist bis jetzt bei den Menschen noch nicht geglückt. Nur durch geschicktes Verhandeln, einige gönnerhafte ältere Rassen und viel Glück ist der Erdenclan noch nicht ausgerottet oder selbst anderen Spezies als Klient zugeteilt worden.

### Das Liften
Alle raumreisenden Spezies wurden durch eine sogenannte Patronatsrasse von einem präintelligenten Zustand über genetische Manipulation zu höherem Bewusstsein und Verständnis und damit auch zu Intellekt gebracht. Die Klientenrasse verpflichtet sich durch dieses Geschenk üblicherweise zu Dankbarkeit und Ergebenheit gegenüber ihrer Patrone (siehe auch Schuldknechtschaft). Ist diese in der Regel nach 100.000 Jahren abgegolten, den genauen Zeitpunkt setzen die Patrone fest, sind die Klienten frei andere Spezies zur Intelligenz zu ‚erheben‘ (daher der Ausdruck ‚Uplift‘) und weitere genetische Veränderungen durch die Patrone sind untersagt. Das Liften ist reglementiert, so dass kein Patron seine Schützlinge zu weit verändert. Sollte dies dennoch durchgeführt werden, so wird die Patronatsrasse geächtet und die galaktischen Institute können einen Dschihad gegen die Rasse ausrufen. Die erste Rasse, die diesen Zyklus begonnen hat, waren die Progenitoren. Sie sind auch die einzige Rasse, der evolutionär entstandene Intelligenz nachgesagt wird.

### Humor
Humor ist eine in den Fünf Galaxien selten anzutreffende allgemeine Eigenschaft einer Rasse. Man findet gelegentlich eine Spezies mit einem Sinn für Ironie, doch Humor ist rar gesät. Vielen galaktischen Völkern entzieht sich der Grund für dieses Gefühl. Zu den wenigen Spezies, die einen Sinn für Humor haben gehören die Kanten, Terragenen und Tymbrimi, obwohl den Thennanin ein sehr träger Sinn für Humor nachgesagt wird, der ihnen zumindest teilweise individuell erlaubt, Handlungen der ‚Humorvollen‘ nachzuvollziehen.

## Die Galaktischen Institute
Es gibt verschiedene Institute, die ein loses Regelwerk für das Zusammenleben der sauerstoffatmenden Spezies stellen. Allerdings sind sie im Allgemeinen nicht stark genug, dieses auch wirklich durchzusetzen. Neben der Bibliothek gibt es noch weitere Institute, die beispielsweise eine zivilisierte Kriegführung sicherstellen sollen, oder sich der Suche nach neuem Wissen widmen. Im Wesentlichen stellen sie eine gemeinsame Handlungsbasis und Protokolle zum gegenseitigen Umgang zur Verfügung.
Die einzige effektive Form der Exekutive, die die Institute haben, ist die Möglichkeit zum Dschihad aufzurufen, sollte sich eine Rasse zu ungebührlich oder ignorant verhalten haben. In einem solchen Fall sind sehr umfangreiche kriegerische Handlungen gegen sie erlaubt. Zur Illustration der tatsächlichen Ohnmacht der Institute sei erwähnt, dass durch ungebührliche Stärke des Dschihad bereits die versehentliche Ausrottung mehrerer raumfahrender Rassen vorgekommen ist.

### Die Galaktische Bibliothek
Das wichtigste galaktische Institut. Sie enthält und verwaltet das gesammelte Wissen aus etwa zwei Milliarden Jahren, zusammengetragen von tausenden intelligenter Spezies. Sie umfasst Sternenkarten, Technologien, kulturelle Informationen und weiteres. In ihrer Hand liegt auch die Entscheidung, wie viel und welche Informationen in den Zweigniederlassungen auf Raumschiffen und Planeten zur Verfügung gestellt werden. Doch gerade die Verfügbarkeit der Bibliothek ist der Grund für die Trägheit der großen Clans, neue Technologien zu erforschen, schließlich sind die meisten erwünschten schon erfunden worden.

### Das Uplift-Institut
Diese Behörde verteilt die Lizenzen zum Uplift an alle Rassen. Im Allgemeinen wird diese Lizenz der Rasse erteilt, die die Präsophonten entdeckt hat. Sie legt auch die Kriterien für das Liften fest, die gleichwertig nebeneinander gelten:
Ein Klient muss ein Raumschiff steuern können.
Ein Klient muss urteilen und logisch handeln können.
Ein Klient muss ein Patron werden können.
Diese Anforderungen werden durch Zeremonien getestet, bei denen zugleich ein Stufenhüter  gewählt werden kann, der die Klienten für die kommende Phase des Uplifts als eine Art Mentor begleitet und beratend in den Prozess eingreifen kann.

### Das Institut für Migration
Die Aufgabe dieses Instituts ist die Verwaltung der verschiedenen Planeten und Sonnensysteme. Es verteilt Pachtverträge über verschiedene Welten, die einige tausend bis über Millionen von Jahren laufen können. Zudem lässt es absichtlich Welten brach liegen, damit sich auf diesen neue upliftfähige Spezies entwickeln können. Eine Größenordnung weiter sorgt es für eine beständige Wanderung der Rassen durch die Spiralarme der Galaxien, wobei penibel darauf geachtet wird, dass Kontakte mit der Zivilisation der Wasserstoffatmer sehr unwahrscheinlich sind. In der Macht des Instituts für Migration liegt es auch, eine ganze Galaxie brach zu stellen.

## Sprache
Die galaktische Zivilisation kennt mehrere Sprachen, die alle durch ein galaktisches Institut normiert sind. Je nach Veranlagung kann eine Spezies mehrere dieser Sprachen beherrschen, wobei beim Liften üblicherweise Wert darauf gelegt wird, dass mindestens eine problemlos gesprochen werden kann. Die Sprachen sind alle strikt logisch aufgebaut und kennen nur wenige mehrdeutige Begriffe und Interpretationsebenen. Die Erdsprachen teilen diese Eigenschaft nicht und sind zumeist sehr interpretations- und kontextabhängig. Dadurch gestaltet sich die Übersetzung zwischen den galaktischen und Erdsprachen als relativ schwierig.
Die Hauptverkehrssprachen der Erde sind Englik und Trinär. Ersteres ist eine konstruierte Sprache, die zu weiten Teilen auf dem Englischen basiert, aber zugleich starke Anpassungen und Normierungen in Phonetik, Semantik und Grammatik erfahren hat. Das Gleiche trifft auf Rossik und Nihanik zu, die jeweils Russisch und Japanisch als Grundlage hatten. Alle drei sind während der Zeit der Bürokratie auf der Erde entwickelt, normiert und durchgesetzt worden.
Trinär im Gegenzug ist eine von und für Delfine entwickelte Sprache, die auf ihren Artikulationsfähigkeiten basiert, aber zugleich von Menschen gesprochen werden kann. Sie besitzt eine dreigeschachtelte Logik, die von Galaktikern nur sehr schwer zu verstehen ist. Sie basiert auf der ursprünglichen Proto-Sprache der Delfine, Primal, und ist aufgrund ihrer Struktur und ihres Aufbaus noch interpretationsabhängiger als Anglik. Die meisten Individuen, die mit dem Erdenclan längerfristig zu tun haben, erlernen Englik.

## Ideologien
Die Ideologien der verschiedenen Clans unterscheiden sich vor allem in der Auslegung von Fakten, die als mehr oder weniger gegeben akzeptiert sind:
- Die Progenitoren waren die erste intelligente Spezies.
- Die Progenitoren haben sich selbst und die ersten anderen Rassen geliftet.
- Anschließend sind die Progenitoren verschwunden.

Da die Galaktische Bibliothek mit ihrem Fundus an Wissen mehrere Milliarden Jahre alt ist, darf man davon ausgehen, dass sich mit der Zeit einerseits Fehlinformationen eingeschlichen haben und andererseits Daten verloren gegangen sind. Daher ist alles Weitere, was die Progenitoren betrifft, wohlüberlegtes Raten, und fällt im Wesentlichen in die Bereiche des Glaubens.
Bereits bei der Art und Weise sowie den Gründen, die für das Verschwinden der Progenitoren verantwortlich sind, streiten sich die verschiedenen Glaubensrichtungen. Hier eine Aufzählung der vorherrschenden Auslegungen:

### Abdikatoren
Diese Ideologie basiert darauf, dass Rassen, die längst nicht mehr auf dieser Ebene der Existenz verweilen, sich gelegentlich gewollt als präsophonte Spezies zeigen und den Uplift-Kreislauf ein weiteres Mal durchlaufen. Die Progenitoren gelten als älteste und erhabenste Rasse aus dem Kreis der Großen Geister (so bezeichnet man jene Rassen, die nicht mehr auf dieser Daseinsebene verweilen).

### Affirmatoren
Die Bestätiger gehen davon aus, dass die Progenitoren sich selbst durch Evolution entwickelt haben und eigenständig volle Intelligenz und Empfindungsfähigkeit erlangten. Dieser an sich menschenfreundliche Glaube wird dadurch ins Gegenteil gekehrt, dass sie den Erdclan als anmaßend, ketzerisch und arrogant betrachten, da dieser von sich selbst das Gleiche behauptet.

### Befolger
Dieser Glaube ist aufgrund seiner Wurzeln dem der Abdikatoren sehr ähnlich. Sie vertreten eine aggressivere Variante des Abdikatorenglaubens und wollen diesen überall durchgesetzt sehen. Es gibt regelmäßige Scharmützel und Kriege zwischen diesen beiden verwandten Ideologien, da sie sich gegenseitig der Ketzerei beschuldigen.

### Erwarter
Sie glauben, dass die Progenitoren eines Tages wiederkehren werden und ihre Weisheit und Wissen mit den anderen Spezies teilen werden.

### Inheritoren
Laut den Erben werden die Progenitoren eines Tages wieder auftauchen und sie selbst werden auserkoren sein, all die unwürdigen Rassen aus den Galaxien zu tilgen.

## Rassen
Quasi alle Rassen stammen aus diversen Patronatslinien, die ihren Rang in der galaktischen Hierarchie bestimmen. Entsprechend dieser Hierarchie ist auch ihr Umgang mit anderen Spezies, sowohl ihrer Klienten als auch Angehöriger anderer Patronatslinien. Beispielsweise zeigt eine im Dienstkontrakt befindliche Klientenrasse Menschen mitunter sehr viel Respekt, obgleich sie einer sehr viel mächtigeren Linie entstammen kann. Beim offiziellen Protokoll werden oft die wichtigsten Patrone und Klienten aufgezählt. Beispielsweise wurde Bubbacub folgenderweise vorgestellt: Bubbacub, a-Pil (a indiziert die angehörige Rasse), ab-Kisa-ab-Soro-ab-Hul-ab-Puber-ul-Gello-ul-Pring (ab kennzeichnet den Verlauf der Patrone, ul die Klientenrassen).
Als parallele Zivilisation sollte man die der Wasserstoffatmer betrachten, die auf Gasplaneten leben und sich durch den Raum bewegen. Kontakte zwischen beiden Zivilisationen sind sehr selten und werden wenn möglich vermieden, da es bereits zuvor Spannungen und Kriege zwischen ihnen gab. Viele Regeln der Galaktischen Institute sind darauf ausgerichtet, die Anzahl der notwendigen Kontakte auf ein Minimum zu reduzieren.

### Cantén/Kanten
Eine dem Erdclan freundlich gesinnte pflanzliche Rasse. Vom Erscheinungsbild sollen sie einem ‚Riesenbroccoli‘ ähneln. Da sie kein Gesicht haben, tun sich die meisten Menschen bei Gesprächen mit ihnen schwer.

### Cynthianer/Synthianer
Diese Rasse ist sehr zurückhaltend und vorsichtig, was ihre Einmischung in Konflikte belangt, dennoch lässt sie den Terragenen offen Unterstützung angedeihen.

### Gubru
Diese vogelähnliche Rasse ist größtenteils weiß gefiedert und geschlechtslos, bis auf die farbig gefiederten Königinnen und Prinzen, die ihr Geschlecht während eines komplizierten Paarungsrituals nach und nach entwickeln. Ihre gesamte Gesellschaft baut auf diesem Ritual auf, dessen Inhalt das Finden eines Konsenses ist. Sie sind dem Erdclan feindlich gesinnt.

### Pila
Diese von der Gestalt her einem Teddybären nicht unähnliche Rasse ist vor allem in Posten der Galaktischen Bibliothek anzutreffen, welche deren bevorzugtes Tätigkeitsfeld zu sein scheint. Seit dem Sundiver-Vorfall sind sie noch schlechter auf die Menschen zu sprechen als bereits zuvor.

### Pring
Diese ehemals arboreale Rasse ist die einzige zweiäugige Spezies auf ihrem Planeten, der ansonsten von einäugigen Spezies beherrscht wird. Sie sind etwa zwei Meter groß und schlank, mit blasser Haut. Beeindruckendstes Gesichtsmerkmal sind neben ihren großen Augen ihre Schabezähne, mit denen sie vormals die Rinde von Bäumen genagt haben.

### Rothen
Von einigen Menschen, den Dannikiten/Dänikern, wird behauptet, dass diese Spezies die Patrone der Menschheit seien. Sie werden als hochgewachsen beschrieben und sollen eine engelsgleiche Ausstrahlung haben.

### Soro
Bei den Soro handelt es sich um eine altehrwürdige reptiloide Rasse, die dem Erdenclan feindlich gegenübersteht. Zusammen mit den Tandu waren sie Frontkämpfer bei mehreren Dschihad und trugen Schuld an der versehentlichen Auslöschung mehrerer Rassen.

### Tandu
Diese Arthropoden stammen aus der gleichen Patronatslinie wie die Soro, sind aber miteinander verfeindet. Sie verachten wie so viele ebenfalls die Menschen. Ihre Klienten sind zum Teil sehr stark modifiziert worden, so dass bereits mehrere Prozesse gegen sie unternommen wurden.

### Terragene
Der Name Terragene ist ein von Brin erfundener Begriff, abgeleitet von lateinisch Terra = Erde und griechisch Genesis = Geburt, Entstehung, Schöpfung und bezeichnet den kleinen Clan der drei intelligenten Rassen der Erde: Menschen, Schimpansen und Delfine. Die Menschen spielen in der Kultur des ständigen Erhebens und des gegenseitigen Vasallentums eine untergeordnete – obgleich beachtete – Rolle. Sie sind eine der wenigen Rassen, die selbstständig Kontakt zur Zivilisation der Fünf Galaxien aufgenommen haben. Als wäre dies nicht ungewöhnlich genug, wenn auch nicht völlig unbekannt, würden sich in einem solchen Fall sonst die älteren Patronatsrassen dieser ‚Wölflingsrasse‘ liftend annehmen – wenn nicht die Menschen bereits vor dem ersten Kontakt selbst zwei Spezies erhoben hätten. Dadurch erlangen die Menschen von vornherein Patronatsstatus und nicht nur den einer etwas weiter entwickelten präintelligenten Rasse. Wenn allerdings nicht einige der älteren Patrone Gefallen an den Menschen gefunden und sie geschützt hätten, wären sie wahrscheinlich schnell ausgerottet oder eine Klientenrasse geworden. Allerdings sind nach wie vor Wetten beliebt, wie viele Jahre die Terragenen noch als solche existieren werden.
Die Menschen sehen sich selbst aber ohne Patrone und viele sind der Überzeugung, dass sie ihre Intelligenz evolutionär erlangt haben. Doch gerade diese ketzerische Ansicht macht dem Erdclan viele Feinde, von denen nicht wenige sich nur zu gerne der Menschheit annehmen würden. Sie würden sich dann selbst als Nachfolger der vermuteten unbekannten Patrone sehen, von denen sie annehmen, dass sie die Menschheit unfertig erhoben und dann im Stich gelassen haben.
Untypisch für die Zivilisation der Fünf Galaxien ist, dass die Menschen ihren Klienten schnell gleiche bzw. ähnliche Rechte gewährten wie sie selbst sie innehaben – obwohl der Uplift-Prozess weder bei den Schimpansen, noch bei den jüngeren Delfinen abgeschlossen ist. Man kann davon ausgehen, dass die Menschen auch bei ihren zukünftigen Klienten (beispielsweise den Hunden) so verfahren werden.
Beachtet werden die Menschen auch aufgrund ihrer Phantasie, ihrer Naivität und Gerissenheit. Allerdings haben sie auch keine große Wahl, sind doch quasi alle anderen raumfahrenden Rassen ihnen technologisch um Millennia voraus. Zudem haben sie sich einen guten Ruf als Ökoingenieure erworben, was teilweise mit ihren erstaunlich schnell voranschreitenden Terraforming-Unternehmen von Venus und Mars zusammen hängt.
Erwähnenswert ist auch noch, dass bereits vor dem Kontakt eine Rechtsform etabliert wurde, die auf Basis von potentieller Gefährlichkeit den Handlungsspielraum von Menschen einschränkt. Diesen Personen mit erhöhter Kriminalitätswahrscheinlichkeit, sogenannten Probanden, wurden Sender implantiert, die zur stetigen Kontrolle für Verhaltensauffälligkeiten und Aggressionen benutzt wurden. Näherten sich beispielsweise Probanden einem Areal, zu dem sie keinen Zutritt hatten, war beispielsweise eine der schwereren Strafmaßnahmen die weitergehende Einschränkung ihres ohnehin begrenzten Rechts auf Fortpflanzung.

### Thennanin
Die Thennanin sind von stämmiger und bodenständiger Natur, sowohl von Gestalt als auch allgemeinen Charakter her. Nicht nur ist ihr Körper von lederartiger Haut überzogen, auch ihre Schiffe sind massiv und legen sehr viel Wert auf Panzerung und Verteidigung. Sie sind sehr große Befürworter des Uplifts von Präsophonten und zeigen dies nicht nur durch ihre beachtliche Anzahl an Klientenrassen, sondern auch ihr Augenmerk auf die korrekte Ausführung des Prozesses.

### Tymbrimi
Auf einer Reise in Richtung des Sternbilds Schwan traf die Vesarius I diese Außerirdischen als erste Vertreter und erfuhr von der Existenz der Zivilisation der Fünf Galaxien. Wäre dieser erste Kontakt mit einer anderen, kriegerischen Rasse erfolgt, so wäre das folgende Schicksal der Menschen wohl gravierend anders verlaufen. Die Tymbrimi allerdings gelten selbst als verschroben, so dass sie den Menschen in ihren ersten Jahrzehnten eine große Hilfe waren. Sie betrachten die Herkunft der Menschen als großes Rätsel, das sie gerne lösen würden.
Vom Erscheinungsbild sind sie behaart, zweibeinig und vierarmig, wobei sie durch eine Besonderheit ihres Organismus ihr Aussehen sehr stark den Umweltbedingungen und individuellen Vorstellungen anpassen können.

## Welten
Das Uplift-Universum beherbergt in seinen Fünf Galaxien unzählige Welten, wobei nur wenige klassisch erdähnliche Planeten sind.

### Calafia
Eine sehr fruchtbare Wasserwelt. Die Menschen hier leben eng mit den Delfinen zusammen und Japanisch ist eine häufig verwendete Sprache, auch wegen ihrer poetischen Ähnlichkeit zu Trinär.

### Erde
Der Heimatplanet der Terragenen. Aufgrund der Tatsache, dass es der Ursprungsplanet der Menschen ist, hat das Galaktische Institut für Migration ihnen eine Pacht bis zum Aussterben oder Fortwanderung gewährt, allerdings nur unter der Prämisse, dass keine weiteren Uplift-Unternehmen an den irdischen Spezies vorgenommen werden. Da die Erde im Gegensatz zu vielen anderen Planeten über hunderte Millionen Jahre brach gelegen hat, hat sich auf ihr ein stabiles und exotisches Ökosystem etabliert, das reich an sauerstoffatmenden und teilweise auch präsophonten Spezies ist. Somit ist die Erde gegenüber Neobiota ähnlich anfällig wie Australien nach seiner Entdeckung und Kolonisation.

### Fraktales System
Eine modifizierte Dyson-Sphäre um einen Stern, der Rückzugsort der sogenannten Alten. Dies sind jene Rassen, die sich aus dem Zyklus des Uplifts zurückgezogen haben und sich nach innen kehren, um sich weiterzuentwickeln. Sie verfügen meistens über Technologie, die weit über die der Sauerstoffatmer erhaben ist, obwohl diese sie zumindest noch in Ansätzen nachvollziehen können. In einem System allein leben mehrere Billionen Individuen.

### Garth
Eine grüne, pflanzenreiche Welt. Nachdem die Bururalli das Ökosystem des Planeten beinahe unwiderruflich zerstört hatten und mit ihm jede Spezies, die eine nennenswerte Größe erreichen konnte, wurde ihnen die Pachterlaubnis entzogen und nach 50.000 Jahren den Menschen erteilt. Dies geschah allerdings nur unter der Bedingung, dass die Terragenen sich um die Wiederherstellung von Garth kümmern würden.

### Horst
Eine der Terragenen-Kolonien, die bereits vor dem Kontakt bestanden. Horst ist im Schnitt kälter als die Erde und wird von Steppen und Taiga beherrscht. Ähnlich wie im Fall Australien wurden zuerst hauptsächlich Probanden, potentielle Gefahrengruppen, Radikale und Ähnliche als Kolonisten nach Horst transportiert. Erst kurz nach dem Kontakt wurden diese Transporte eingestellt, aber die Welt hat noch immer einen gefährlichen Beiklang, ähnlich dem früheren Wilden Westen der USA.

### Jijo
Eine brach liegende Welt. Zumindest hat das Institut für Migration dies für diese ganze Galaxie vorgesehen, allerdings haben sich auf Jijo Flüchtlinge verschiedenster Rassen versteckt, darunter auch Menschen. Früher hatten die Buyur Jijo gepachtet, haben diese Welt aber nach Aufforderung vom Migrationsinstitut verlassen, nachdem sie ihre Städte in Subduktionszonen versenkt hatten. Auch die Baldigen, so nennt sich die Gemeinschaft der Versteckten, siedelte in einer Zone hoher geologischer Aktivität, da auf unberechtigte Kolonisation brach liegender Welten hohe Strafen stehen, wovon nur eine ein Dschihad gegen die Siedlerrasse wäre. Deshalb ist ihr höchstes Ziel den Pfad der Erlösung zu betreten, also zu de-evolutionieren und wieder in den Status von Präsophonten zurückzufallen.

### Kithrup
Eine ehemals brach liegende, aber noch nicht rekolonialisierte Welt. Sie ist reich an Metallen und fast vollkommen von Wasser bedeckt, bis auf gelegentliche Bohrbauminseln und Vulkane. Die Welt ist früher den Karrank% zugeschrieben worden, damit diese dort in Frieden sterben können, nachdem sie von ihren Patronen brutal und rein zweckgebunden erhoben worden sind. Durch die lange Zeitspanne hat sich dort mindestens eine präsophonte Spezies entwickeln können.